# Osmóforo
Osmóforo é um termo botânico que designa uma glândula que produz substâncias voláteis que produzem o perfume das flores. Existem em muitas espécies, por exemplo das famílias   Asclepiadaceae, Aristolochiaceae, Araceae e Orchidaceae.
O tecido secretor nos osmóforos pode ter uma ou várias camadas de espessura. Em Rosa e Jasmim  formam-se permanentemente vacuolos com óleos essenciais muito voláteis nas células da epiderme e mesófilo das pétalas. Se a temperatura é adequada, evaporam através da parede celular e da cutícula. A medida que evapora, mais óleo é sintetizado no citoplasma.